# Бергин (Румыния)
Бергин (рум. Berghin) — коммуна в составе жудеца Алба (Румыния).

## Состав
В состав коммуны входят следующие населённые пункты:
- Бергин (Berghin)
- Гирбом (Ghirbom)
- Хениг (Henig)
- Стража (Straja)

## Население
Согласно переписи населения 2011 года, в коммуне проживало 1893 человека, 89,75 % которых были румынами, 4,27 % — цыганами, 1,26 % — немцами.

## История
Эти места упоминаются ещё в документе 1332 года как Sacerdos de Bumi. В 1850 году они писались как Bergyin. В прошлом здесь проживало большое количество немцев.
В деревне Гирбом (в документе 1309 года упомянутой как Pirum) обнаружено много археологических артефактов, относящихся к доисторическим временам.